# Aleksandr Nikolaevič Stroganov
Barone Aleksandr Nikolaevič Stroganov, in russo Александр Николаевич Строганов? (Mosca, 1740 – San Pietroburgo, 13 marzo 1789), è stato un politico russo.

## Biografia
Era l'ultimogenito di Nikolaj Grigor'evič Stroganov (1700-1758), e di sua moglie, Praskov'ja Ivanovna Buturlina (1708-1758).

## Carriera
Nel 1755, all'età di 15 anni, si arruolò nell'esercito con il grado di magazziniere nel Reggimento Izmajlovskij. Più tardi divenne un consigliere. Nel 1760 è stato promosso a comandante in capo. Nel 1774 venne promosso al grado di maggior generale e partecipò alla fase finale della guerra russo-turca (1768-1774). Nel 1782 venne promosso a tenente generale.

## Matrimonio

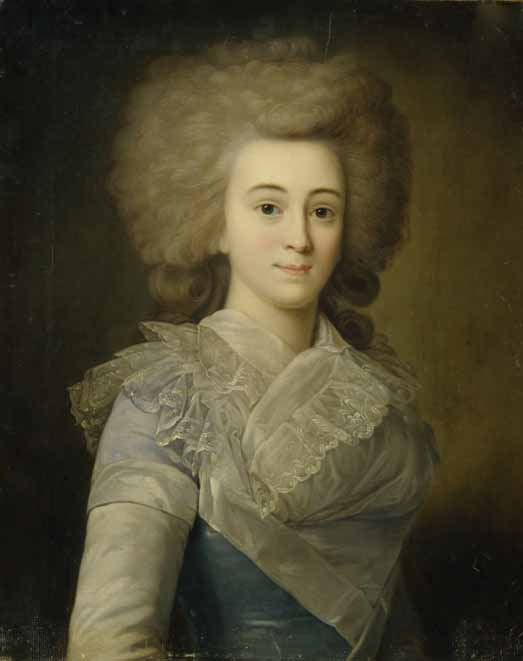
Un ritratto di Elizaveta Aleksandrovna Zagrjažskaja

Nel 1762 sposò Elizaveta Aleksandrovna Zagrjažskaja (1745-1831), figlia del tenente generale Aleksandr Artem'evič Zagrjažskij. Ebbero undici figli:
- Nikolaj Aleksandrovič (morto in tenera età).
- Aleksandr Aleksandrovič (morto in tenera età);
- Pëtr Aleksandrovič (morto in tenera età);
- Ekaterina Aleksandrovna (1769-1844), sposò Ivan Aleksandrovič Naryškin, ebbero cinque figli;
- Grigorij Aleksandrovič (1770-1857);
- Pëtr Aleksandrovič (morto in tenera età);
- Pavel Aleksandrovič (1772-1817);
- Varvara Aleksandrovna (morta in tenera età);
- Sof'ja Aleksandrovna (1776-1794);
- Elizaveta Aleksandrovna (1778-1818), sposò Nikolaj Nikitič Demidov, ebbero quattro figli;
- Aleksandr Aleksandrovič (1780);

## Morte
Morì il 13 marzo 1789, a San Pietroburgo e fu sepolto nel Monastero di Aleksandr Nevskij.